# Festival Nicéphore +
Nicéphore + est un festival de photographie international bisannuel (initialement annuel) qui se déroule à Clermont-Ferrand en octobre et dont la première édition a eu lieu en 2000.

## Origine
Le nom de Nicéphore fait référence à Nicéphore Niepce, un des inventeurs de la photographie. Le « + » est suivi chaque année d'un nombre référence à l'année 1840 : le premier festival en 2000 se nommait « Nicéphore + 160 », la 10e édition en 2010 se nommait « Nicéphore + 170 ». 
Le festival est organisé par l'association Sténopé. 

Il s'associe à des galeries de photographie, comme la galerie Vrais rêves (Lyon) en 2012. 

## Contenu
Le festival consiste en l'exposition de photographies d'artistes de renommée internationale ou nationale dans différents lieux de la ville de Clermont-Ferrand et de l'agglomération clermontoise. 
Il existe un thème pour chaque édition. 
Depuis la dixième édition est apparu un « festival off » qui présente les œuvres de photographes amateurs et professionnels de la région de Clermont-Ferrand. 
Le festival, initialement annuel, est bisannuel depuis 2008. Les années impaires, en l'absence de festival, des "Sténopédies" (sous le nom de « Temps d'image » jusqu'en 2015) sont organisées comme une sorte de pause avec des expositions de photographes moins renommés, en particulier de la région Auvergne. 

## Lieux d'exposition
Le festival occupe divers lieux d'exposition de Clermont-Ferrand selon les éditions, comme l'hôtel de Fontfreyde, le centre Camille Claudel, la Maison de l'éléphant, certaines galeries d'art contemporain dans les premières éditions, etc. 

Le festival off s'étend dans différents lieux de Clermont-Ferrand mais également dans des villes environnantes telles que Beaumont, Chanonat, etc.

## Historique des artistes exposés
- Nicéphore + (2018 - thème : Migrations) : Munem Wasif, Alejandro Cartagena, etc.
- Nicéphore + 176 (thème : Animaleries) : Laurent Baheux, Michel Vanden Eeckhoudt, Maurice Renoma, etc.
- Nicéphore + 174 (thème : Natures mortes) : Toni Catany, Ingar Krauss, Michel Médinger, etc.
- 2013 : « Temps d'image »
- Nicéphore + 172 (thème : Féminitudes) : Irina Ionesco, Axelle de Russé, Laurence Demaison, etc.
- 2011 : « Temps d'image »
- Nicéphore + 170 (thème : Portrait du meilleur des mondes possibles) : Martin Parr, James Chance, Massimo Vitali, Jane Evelyn Atwood, Raphaël Dallaporta, …
- 2009  : « Temps d'image »
- Nicéphore + 168 (thème : Les métaphores du réel) : Man Ray, Gilbert Garcin, Fran Herbello, …
- Nicéphore + 167 (thème : En écoutant les images) : Magnum Photos, …
- Nicéphore + 166 (thème : De la publicité comme d'un art) : Aurélien Dupuis, Jeno Detvay, …
- Nicéphore + 165 (thème : L'image mise à nu) : Robert Mapplethorpe, Franco Fontana, Édouard Levé, Antoine d'Agata, …
- Nicéphore + 164 (thème : L'image engagée) : Dorothea Lange, Alberto Korda, Jane Evelyn Atwood, …
- Nicéphore + 163 (thème : Regard sur le portrait) : Nadar, Lisette Model, David Nebreda, …
- Nicéphore + 162 (thème : Mouvances du corps) : Arno Rafael Minkkinen, Etienne-Jules Marey, Eadweard Muybridge, Joyce Tenneson, Jan Saudek, Joel-Peter Witkin, Connie Imboden, Jean-Loup Sieff, …
- Nicéphore + 161 (thème : Territoires urbains) : Raymond Depardon, Claude Dityvon, Bogdan Konopka, …
- Nicéphore + 160 : Philippe Timmerman, …